# خوسيه باروسو تشافيز
خوسيه باروسو تشافيز (بالإسبانية: José Barroso Chávez)‏ هو رائد أعمال مكسيكي، ولد في 3 يونيو 1925 في مدينة مكسيكو في المكسيك، وتوفي بنفس المكان في 5 فبراير 2008.